# Nextlalpan
Nextlalpan är en kommun i Mexiko grundad den 31 juli 1820. Den ligger i delstaten Mexiko, i den centrala delen av landet, cirka 35 kilometer norr om huvudstaden Mexico City. Huvudorten i kommunen är Santa Ana Nextlalpan. Kommunen ingår i Mexico Citys storstadsområde och hade 57 082 invånare vid folkräkningen 2020, en stor ökning från de 34 374 som rapporterades år 2010.
Kommunens area är 54,51 kvadratkilometer, vilket är 0,19 procent av statens totala yta.